# Giorgio Tuccinardi
Giorgio Tuccinardi, né le 22 décembre 1985 à Udine, est un rameur italien.
Il remporte le titre du deux sans barreur, pl, lors des Championnats du monde des moins de 23 ans en 2005. Il remporte le huit pl des Championnats du monde en 2006, puis termine 3e en 2007 et 4e en 2008.